# Stan Moody
Stanley Robert „Stan“ Moody (* 14. September 2006) ist ein englischer Snookerspieler aus Halifax in Yorkshire. 2023 gewann er die WSF Junior Championship und wurde Profi auf der World Snooker Tour.

## Karriere
Stan Moody begann relativ spät mit dem Snooker. 2015 entdeckte er mit 9 Jahren im Urlaub einen Billardtisch und lernte danach das Spiel. Er nahm an Jugendturnieren teil, er errang schnell erste Erfolge und wurde schließlich zu einem der besten Spieler seiner Altersklasse in England. 2019 und 2021 wurde er englischer U14-Meister (2020 wurde kein Turnier ausgetragen). Um sein Talent zu fördern, engagierten seine Eltern einen Trainer und einen profierfahrenen Mentalcoach. Außerdem konnten sie mit Shaun Murphy einen Top-10-Profispieler und Ex-Weltmeister als Mentor gewinnen. 2022 bekam Moody eine Einladung für das Snooker Shoot-Out und konnte sein 1-Frame-Match zum Auftakt gegen den Profi Lu Ning gewinnen. Im selben Jahr holte Moody sowohl den englischen U16- als auch den U18-Titel und gab in beiden Turnieren zusammengenommen von den Achtelfinals bis zu den Finals nur 3 Frames ab.
Bereits 2020 nahm er als 13-Jähriger an der Q School teil, bei der man sich für die Profitour qualifizieren konnte. Aber weder in diesem noch in den folgenden beiden Jahren kam er bei einem der Turniere über die dritte Runde hinaus. 2022 trat er erstmals auch bei der WSF Junior Championship an, einem weiteren Qualifikationsturnier des Profiverbands, und schied im Achtelfinale aus. Bei der Q Tour 2022/23 konnte er bei seiner ersten Teilnahme immerhin Platz 26 erreichen, was aber nicht zur Play-off-Teilnahme genügte. Bei den WSF Junior Championship 2023 schaffte er es aber dann bis ins Finale. Ein 5:1-Sieg über Langzeitkonkurrent Liam Pullen brachte ihm den Titel und damit verbunden mit 16 Jahren den Profistatus und die Startberechtigung für die Spielzeiten 2023/24 und 2024/25. Anschließend spielte er auch noch das Hauptturnier der WSF Championship (ohne Altersbeschränkung) und kam auch dort ins Finale, das er aber glatt mit 0:5 gegen Ma Hailong verlor.

## Erfolge
Qualifikationsturniere:
- WSF Junior Championship 2023: Sieger
- WSF Championship 2023: Finalist